# Brzostowa Góra

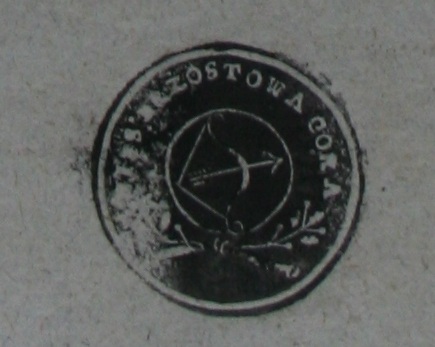
Pieczęć z 1788

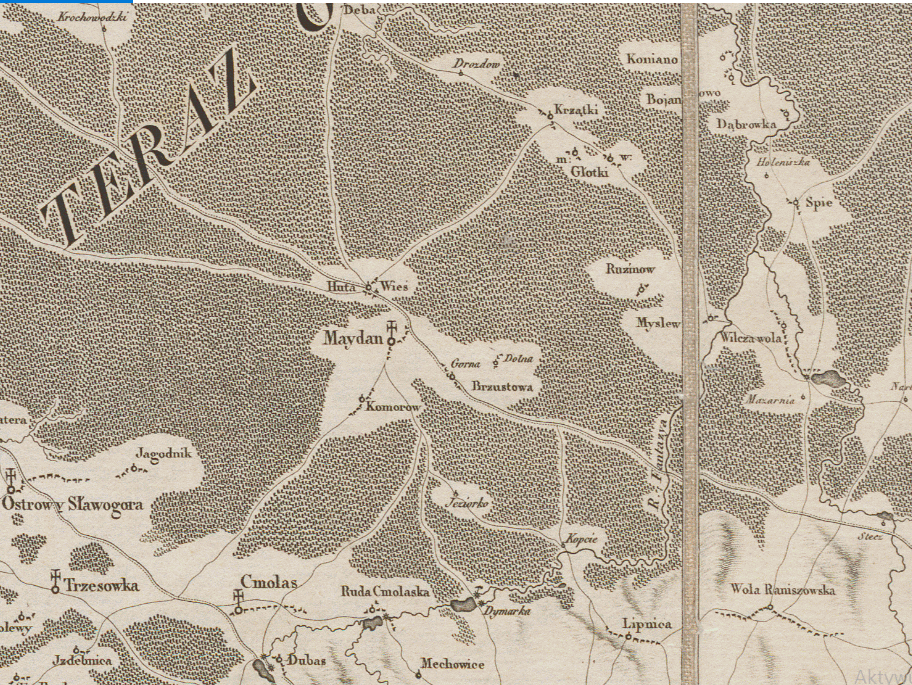
Brzostowa Góra i okoliczne miejscowości na mapie z 1791 roku

Brzostowa Góra – wieś w Polsce położona w województwie podkarpackim, w powiecie kolbuszowskim, w gminie Majdan Królewski.
W latach 1975–1998 miejscowość administracyjnie należała do województwa tarnobrzeskiego.
Według etymologii ludowej nazwa pochodzi od staropolskiego „brzostowy-brzozowy” („brzost” to nazwa wiązu górskiego, drzewa pospolitego w całej Polsce), a dodanie rzeczownika „góra” ma sugerować, iż jest to teren górzysty.

## Historia
Najstarsze znaleziska potwierdzające obecność człowieka na terenie obecnej Brzostowej Góry pochodzą z okresu neolitu (5200-1900 p.n.e.).
Wieś założona w pierwszej połowie XVIII wieku. Pierwsi osadnicy zajmowali się wypalaniem i wyrębem puszczy, produkcją potażu (produktu powstającego ze spalania drewna i węgla drzewnego, służącego m.in. do wyrobu szkła i mydła). W okresie przedrozbiorowej Rzeczypospolitej, w województwie sandomierskim, była królewszczyzną, tzn. nie własnością szlachecką, lecz królewską, państwową, Po pierwszym rozbiorze Polski (1772) weszła w skład państwa austriackiego, jako część Galicji. Początkowo tereny dawnej kasztelanii sandomierskiej dzierżawił hrabia Józef Kajetan Ossoliński, później Kulczyccy, a w roku 1835 część byłych królewszczyzn, czyli tzw. dóbr kameralnych, kupił na licytacji Jan Roch Dolański, właściciel Grębowa. Jego córka Balbina Domicela wyszła za Józefa Kozłowieckiego (pradziadka kardynała Adama Kozłowieckiego), wnosząc mężowi w wianie kilka miejscowości, m.in. Brzostową Górę.
W opisie mapy topograficznej z lat 1779–1782, przygotowanej pod kierunkiem austriackiego kartografa ppłk. Friedricha von Miega czytamy, że Brzostowa Góra położona jest na „małym, nieznaczącym wzgórzu. [...] Grzęzawiska wypływające od Komorowa stają się w tej okolicy tak zabagnione, że nie istnieje przez nie przejście. [...]”.
Z 1787 roku pochodzi pierwszy znany odcisk pieczęci Brzostowej Góry zachowany w tzw. metryce józefińskiej - przedstawia on napięty łuk i przypomina szlachecki herb o tej nazwie.
W 1880 roku wieś posiadała 727 mieszkańców, którzy mieszkali w 102 domach. W okresie galicyjskim i międzywojennym była to typowa wieś rolnicza.
W czasie II wojny światowej prawie cała wieś została wysiedlona i spalona przez Niemców, którzy założyli w okolicy poligon wojskowy. Do 1954 roku Brzostowa Góra była, zgodnie z obowiązującymi wtedy zasadami samorządu, gminą jednowioskową.
W Brzostowej Górze urodzili się i mieszkali m.in.: poseł do parlamentu wiedeńskiego (Rady Państwa) Antoni Paduch i ks. prof. dr Jan Puzio.
Od lat osiemdziesiątych XIX wieku znajdowała się tutaj publiczna szkoła podstawowa. Murowany budynek szkoły zbudowano za czasów galicyjskich (zburzony przez Niemców w czasie II wojny światowej). Od 1948 roku rozpoczęto naukę w baraku drewnianym. Później szkoła w budynku drewnianym; obecny murowany budynek szkoły z lat dziewięćdziesiątych XX wieku. Szkoła została zlikwidowana w 2022 roku.
Od 1912 roku we wsi istnieje straż pożarna; po II wojnie światowej powstała tu remiza strażacka. Obecnie miejscowość liczy 943 mieszkańców.
Początkowo wieś należała do parafii pw. Przemienienia Pańskiego w Cmolasie w diecezji krakowskiej. Od roku 1765 Brzostowa Góra należy do parafii pw. Świętego Bartłomieja Apostoła w Majdanie Królewskim. Parafia ta do roku 1783 należała do diecezji krakowskiej, później do diecezji tarnowskiej, w latach 1786-1992 do diecezji przemyskiej i od roku 1992 do diecezji sandomierskiej (dekanat Raniżów).
Pomniki przyrody, m.in. trzystuletni dąb szypułkowy o obwodzie 620 cm i wysokości 22 m.
Nazwy części wsi (przysiółki): Popielów, Przybysławice, Stawisko, Zagórze.
Nazwy obiektów fizjograficznych:
- lasy – Jasionka, Murynia, Ogród, Rościuszek, Śpiący Borek,
- pola – Iły, Popielica, Strugi,
- rzeka – Murynia,
- najwyższe wzniesienie: 225 m n.p.m.